# Mark Sykes
Pour les articles homonymes, voir Sykes.
Sir Mark Sykes (16 mars 1879 – 16 février 1919), 6e baronnet, est un militaire, voyageur, député et diplomate britannique, particulièrement spécialisé dans ce qui touche au Moyen-Orient à l'époque de la Première Guerre mondiale.

## Éducation
Sa mère se convertit au catholicisme quand il a 3 ans et il est, pour cela, élevé chez les jésuites du collège de Beaumont. il étudie après au Jesus College de l'université de Cambridge mais ne termine pas sa formation. Cependant, à l'âge de 25 ans, il a déjà publié 5 livres sur les questions militaires ou de l'Orient.

## Vie politique
Son nom est associé à l'accord Sykes-Picot, concernant le partage de l'Empire ottoman entre le Royaume-Uni, la France et la Russie et à sa participation à la commission de Bunsen. Il a participé à la promotion de la Déclaration Balfour auprès du Cabinet britannique publiée le 2 novembre 1917. Il est le petit-fils par sa mère de George Cavendish-Bentinck. 
Lieutenant-colonel dans l’armée britannique, il connaissait bien le Kurdistan. Il s’y était rendu à deux reprises entre 1908 et 1913. Attaché au War Office pour les Affaires du Proche-Orient entre 1915 et 1916, il participe à la commission de Bunsen au printemps 1915 où il représente Lord Kitchener. Personnalité brillante, il devient assistant du secrétaire au War Office jusqu’en 1919, date à laquelle il mourut à Paris, âgé de 39 ans, de la grippe espagnole. L'islamologue français Louis Massignon l'a connu dans le cadre de ses fonctions (il était un assistant de Picot) et a rédigé en anglais un éloge mortuaire de Mark Sykes.
Catholique et francophone, il est plutôt favorable à la France.

## Exhumation
À la mi-septembre 2008, près de 90 ans après sa mort, Mark Sykes est exhumé pour des recherches médicales. La permission a été donnée pour cette entreprise par ses six neveux encore vivants, par la commune de York et par le recteur du diocèse de York. En effet, Mark Sykes est mort de la grippe de 1918 et il a été enterré dans un cercueil de plomb, ce qui garantit une bonne conservation du virus. Il existe 5 autres échantillons de cette souche H1N1 du virus de la grippe, mais aucun dans l'état de conservation qu'on attendait dans le cas de Mark Sykes. Or cette souche virale est proche de la souche H5N1 de la grippe aviaire et pourrait aider les scientifiques à prévenir une future épidémie de grippe. Cependant, l'exhumation n’a pas donné les résultats escomptés, le cercueil ayant été brisé par le poids de la terre au-dessus de lui.